# Bouchard V. de Montmorency
Bouchard V. (deutsch: Burkhard; † 1. Januar 1243) war ein Herr von Montmorency aus dem Haus Montmorency. Er war ein Sohn des Mathieu II. de Montmorency († 1230), Connétable von Frankreich, und der Gertrude von Soissons.
Bouchard V. war verheiratet mit einer Frau namens Isabella (Haus Laval). Eines ihrer Kinder war Mathieu III. († 1270), Herr von Montmorency.
Siehe auch Stammliste der Montmorency

## Weblink
- Seigneurs de Montmorency bei Foundation for Medieval Genealogy.ac (englisch)

| Personendaten    | Personendaten                               |
| ---------------- | ------------------------------------------- |
| NAME             | Bouchard V. de Montmorency                  |
| ALTERNATIVNAMEN  | Burkhard N. von Montmorency                 |
| KURZBESCHREIBUNG | französischer Adliger; Herr von Montmorency |
| GEBURTSDATUM     | 12. Jahrhundert oder 13. Jahrhundert        |
| STERBEDATUM      | 1. Januar 1243                              |